# Jonas Troest (MMA-udøver)
Jonas Troest Petersen (født 7. september 1995 i Danmark) er en dansk MMA-udøver og kickbokser, der konkurrerer i Letvægt-klassen. I 2014 kom han med på det første MMA landshold og repræsenterede Danmark til VM i Las Vegas. Han opbyggede en amatørkarriere med 9 sejre og 3 nederlag. Udover dette har han kæmpet 50 submission-wrestling-kampe og 10 kickboxing-kampe. Han har vundet 1 kamp og tabt 2. Nederlagene kom på submission gennem en triangle choke, og en anden på teknisk knockout.
Troest debuterer som professionel til Danish MMA Night den 9. juni 2018 i Brøndbyhallen i København.

## MMA-karriere

### Tidlige karriere
Han startede til kampsport i en alder af 12 og til en MMA i en alder af 14 2010.